# Badaga
Badaga (baḍaga) ist eine dravidische Sprache die vom Volk der Badaga in den Nilgiri-Bergen im Bundesstaat Tamil Nadu im Süden Indiens gesprochen wird. Die Sprache gehört zur süddravidischen Untergruppe an und ist am nächsten mit dem Kannada verwandt. Bisweilen wird das Badaga als Dialekt des Kannada angesehen. Die indische Volkszählung 2011 verzeichnete 134.000 Sprecher des Badaga, wobei das Badaga in den Statistiken als Variante des Kannada subsumiert wird.